# Capone (futbolista)
Carlos Alberto de Oliveira (n. Campinas, Brasil; 23 de mayo de 1972) es un futbolista brasileño que se desempeña como defensor en el Matsubara.

## Clubes
| Club                | País    | Año         |
| ------------------- | ------- | ----------- |
| Ponte Preta         | Brasil  | 1990        |
| Mogi Mirim EC       | Brasil  | 1991 - 1996 |
| São Paulo           | Brasil  | 1996        |
| Kyoto Sanga FC      | Japón   | 1997        |
| EC Juventude        | Brasil  | 1998 - 1999 |
| Galatasaray SK      | Turquía | 1999 - 2002 |
| Kocaelispor         | Turquía | 2002        |
| Corinthians         | Brasil  | 2003        |
| Atlético Paranaense | Brasil  | 2003        |
| Beitar Jerusalén    | Israel  | 2004        |
| Grêmio              | Brasil  | 2004        |
| Portuguesa Santista | Japón   | 2006        |
| Londrina EC         | Brasil  | 2007        |
| Portuguesa Santista | Brasil  | 2008        |
| Sorriso EC          | Brasil  | 2010        |
| SE Matsubara        | Brasil  | 2010 -      |